# Júlio Placidiano

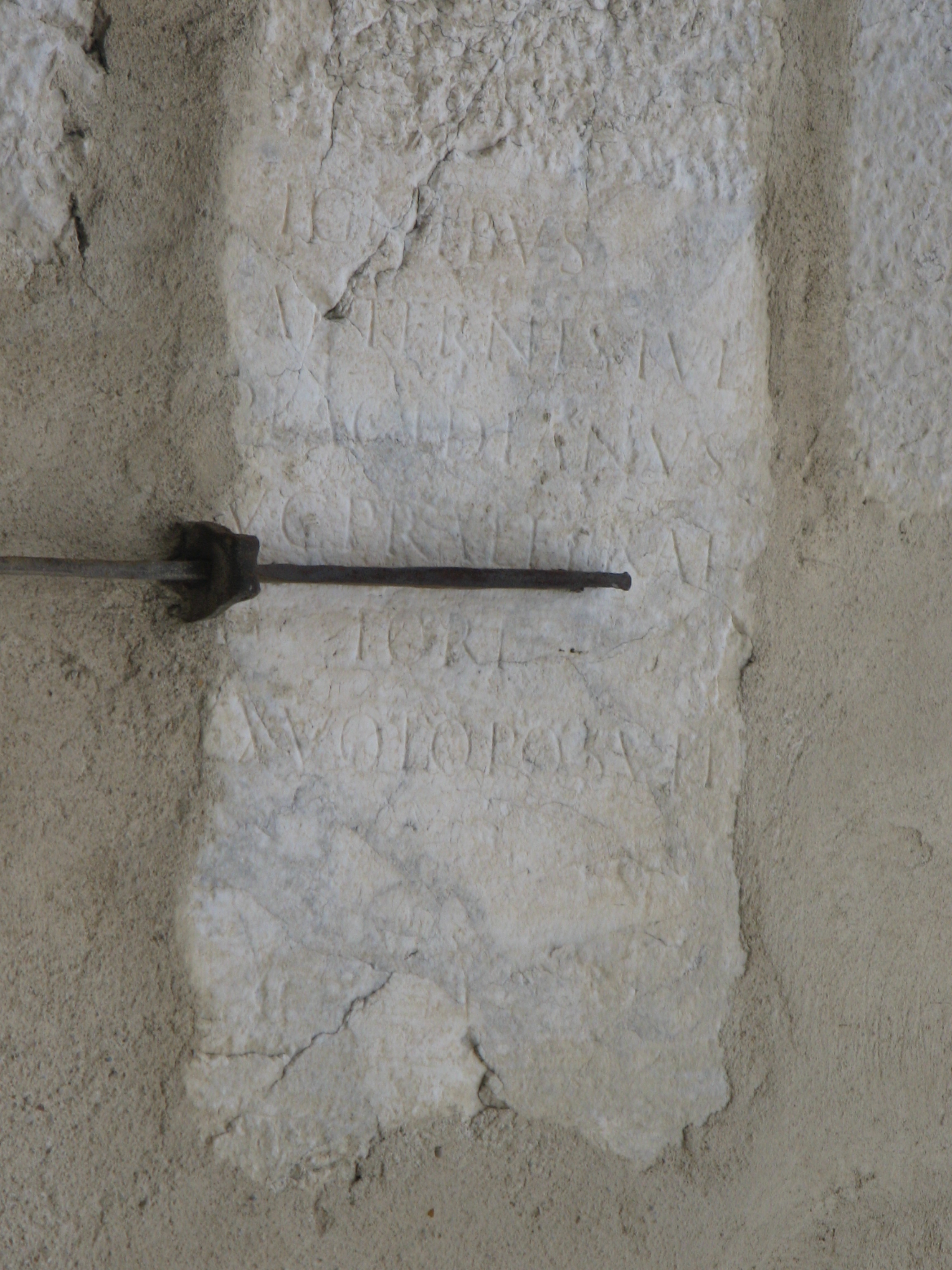
Inscrição CIL XII, 1551 da Igreja de São João Batista em Vif mencionando Iulius Placidianus

Júlio Placidiano (em latim: Iulius Placidianus) foi oficial romano do século III, ativo no reinado dos imperadores Cláudio (r. 268–270) e Aureliano (r. 270–275). Homem perfeitíssimo, era prefeito dos vigias em comando de tropas na Gália Narbonense em 269 com sede em Cutaro (atual Grenobla). Depois, segundo uma inscrição sua, era homem claríssimo e prefeito pretoriano no Campo dos Vocôncios, em Narbonense. A data da nomeação é incerta, tendo talvez ocorrido ao fim do reinado de Cláudio ou no início do de Aureliano. Em 273, tornou-se cônsul posterior com Marco Cláudio Tácito.